# Athletic Bilbao (piłka nożna kobiet)
Athletic Club Femenino – hiszpański klub piłki nożnej kobiet, mający siedzibę w mieście Bilbao, na północy kraju. Jest sekcją piłki nożnej kobiet w klubie Athletic Bilbao.

## Historia
Chronologia nazw:
- 2002: Athletic Club E.F.T.

Klub piłkarski Athletic Club E.F.T. został założony w miejscowości Bilbao w 2002 roku, kiedy to Leioa E.F.T. został zaabsorbowany przez Athletic Bilbao. Klub Leioa E.F.T. powstał w 2000 na bazie CD Sondika, który występował w División de Honor. W sezonie 2001/02 Leioa E.F.T. zdobyła awans do Superliga Femenina, więc Athletic Club znalazł się bezpośrednio w najwyższej klasie rozgrywek. W debiutowym sezonie 2002/03 klub zdobył mistrzostwo Hiszpanii, powtórzył ten sukces w kolejnych dwóch latach - w 2004 i 2005. W sezonie 2005/06 zajął piąte miejsce, a następnie znów został mistrzem kraju. Od 2008 do 2011 klub czterokrotnie zajmował trzecią pozycję w tabeli. Od 2012 do 2015 był drugim, w sezonie 2014/15 zajął trzecie miejsce, a w sezonie 2015/16 po raz piąty zwyciężył w lidze.  

## Sukcesy

### Trofea międzynarodowe
Nie uczestniczył w rozgrywkach europejskich (stan na 31-05-2018).

### Trofea krajowe
| \| \| Zdobyte trofea w rozgrywkach Hiszpanii (stan na: 31-05-2018) \| |                                                              |      |                                                      |
| Rozgrywki                                                             | Osiągnięcie                                                  | Razy | Sezon(y)                                             |
| Mistrzostwo                                                           | I miejsce                                                    | 5    | 2002/03, 2003/04, 2004/05, 2006/07, 2015/16          |
| Mistrzostwo                                                           | II miejsce                                                   | 3    | 2011/12, 2012/13, 2013/14                            |
| Mistrzostwo                                                           | III miejsce                                                  | 6    | 2007/08, 2008/09, 2009/10, 2010/11, 2014/15, 2017/18 |
| Puchar                                                                | zdobywca                                                     | 0    |                                                      |
| Puchar                                                                | finalista                                                    | 2    | 2011/12, 2013/14                                     |
| II liga                                                               | I miejsce                                                    | 0    |                                                      |
| II liga                                                               | II miejsce                                                   | 0    |                                                      |
| II liga                                                               | III miejsce                                                  | 0    |                                                      |
| Hiszpania                                                             | Zdobyte trofea w rozgrywkach Hiszpanii (stan na: 31-05-2018) |      |                                                      |

- Euskal Herria Cup:
  - zdobywca (6): 2011, 2013, 2014, 2015, 2016, 2017

## Stadion
Klub rozgrywa swoje mecze domowe na stadionie Instalaciones de Lezama w Biscay w pobliżu Bilbao, który może pomieścić 1500 widzów.